# Ilytsch
Der Ilytsch (russisch Илыч) ist ein 411 km langer rechter Nebenfluss der Petschora in der Republik Komi in Nordwestrussland.
Der Ilytsch entspringt im Nördlichen Ural. Er durchfließt den Ural in überwiegend südlicher Richtung und verlässt ihn in westlicher Richtung und mündet schließlich bei Ust-Ilytsch in die Petschora. Der Ilytsch ist zwischen Anfang November und Ende April von einer Eisschicht bedeckt. Der mittlere Abfluss am Pegel Maximowo, 47 km oberhalb der Mündung, beträgt 180 m³/s. Das Einzugsgebiet umfasst 16.000 km². Die wichtigsten Nebenflüsse sind Pyrsju und Palju von links sowie Kosju, Sarju und Kogel von rechts.
Das Petschora-Ilytsch-Naturreservat erstreckt sich entlang dem linken Ufer des Ilytsch. 